# Mirosław Szwarga
Mirosław Szwarga (ur. 18 czerwca 1966 w Trzeboszowicach) – polski piłkarz, który występował na pozycji obrońcy.
W Odrze Wodzisław Śląski występował od 1995. W latach 1996–1998 rozegrał dla niej 70 spotkań w I lidze i strzelił jednego gola (w meczu przeciwko Wiśle Kraków). 

## Życie prywatne
Ojciec piłkarza i trenera Dawida Szwargi.